# Peter Nelson
Peter Nelson (26 de abril de 1931 — 2 de fevereiro de 1977) foi um ciclista australiano que participava em competições de ciclismo de estrada e pista. Foi um dos atletas que representou a Austrália nos Jogos Olímpicos de 1952, em Helsinque, na Finlândia.